# Linjiang (Jilin)
Linjiang (临江 ; pinyin : Línjiāng) est une ville de la province du Jilin en Chine. C'est une ville-district placée sous la juridiction administrative de la ville-préfecture de Baishan. Son centre principal est situé au bord du Yalou, le fleuve qui forme la frontière avec la Corée du Nord ; un pont (en) la relie avec Junggang dans le Jagang.
Deux sites de Linjiang ont été inscrits dans la liste des monuments de Chine. Ce sont les fonderies de cuivre de Baoshan et Liudaogou datant du temps des royaumes de Koguryo (-37 à 668) et de Balhae (669 à 926) ainsi que le quartier général de la campagne de Linjiang.
Elle est divisée en six sous-districts (Jianguo (建国), Xinshi (新市), Xinglong (兴隆), Dahu (大湖), Sengong (森工), Dalizi (大栗子)), six bourgs (Huashu (桦树), Liudaogou (六道沟), Weishahe (苇沙河), Huashan (花山), Naozhi (闹枝), Sidaogou (四道沟)) et un canton : Maiyihe (蚂蚁河).

## Démographie
La population de la ville était de 187 927 habitants en 1999 pour une densité de 63 hab./km2.

## Climat
Linjiang a un climat continental influencé par la mousson avec des hivers très froids et secs et des étés chauds et humides (Dwa selon la classification de Köppen). Les températures mensuelles moyennes passent de −15,6 °C en janvier à 22,4 °C en juillet.
| Mois                                | jan.  | fév.  | mars | avril | mai   | juin  | jui.  | août  | sep.  | oct.  | nov.  | déc.  | année   |
| ----------------------------------- | ----- | ----- | ---- | ----- | ----- | ----- | ----- | ----- | ----- | ----- | ----- | ----- | ------- |
| Température minimale moyenne (°C)   | −21,3 | −16,6 | −6,9 | 1,1   | 7,2   | 13,5  | 18,1  | 17,3  | 9,6   | 0,8   | −7,3  | −16,8 | −0,11   |
| Température maximale moyenne (°C)   | −8,2  | −2,7  | 5,4  | 15,2  | 21,5  | 25,6  | 28,2  | 27,4  | 21,8  | 14,5  | 3,8   | −5,6  | 12,24   |
| Ensoleillement (h)                  | 162,2 | 178,9 | 217  | 212,6 | 224,9 | 207,4 | 191,4 | 185,5 | 172,6 | 190,9 | 149,4 | 139,6 | 2 232,4 |
| Précipitations (mm)                 | 10,6  | 9,7   | 18,5 | 44,1  | 77,5  | 121   | 190,6 | 163,7 | 73    | 37,2  | 29,9  | 16    | 791,8   |
| Nombre de jours avec précipitations | 8,8   | 7,4   | 8,6  | 10,6  | 14,3  | 15,8  | 17,9  | 15,1  | 11,5  | 9,8   | 10,1  | 9,8   | 139,7   |